# Smolnice
Smolnice é uma comuna checa localizada na região de Ústí nad Labem, distrito de Louny.